# Jászfelsőszentgyörgy
Jászfelsőszentgyörgy è un comune dell'Ungheria di 1.905 abitanti (dati 2013). È situato nella contea di Jász-Nagykun-Szolnok.